# 4 Times Square
4 Times Square alternativt Condé Nast Building är en skyskrapa på Times Square på Manhattan i New York, New York och byggdes mellan 1996 och 1999. Den ägs och underhålls av Durst Organization. Skyskrapan används som en kommersiell kontorsfastighet och har hyresgäster som bland annat H&M, huvudkontoret för Skadden, Arps, Slate, Meagher & Flom LLP and Affiliates, delar av Nasdaq och Duane Reade. Fastigheten är namngiven efter den före detta hyresgästen Condé Nast Publications som var i byggnaden mellan 1999 och 2014, innan de flyttade till One World Trade Center.